# Il ministro - L'esercizio dello Stato
Il ministro - L'esercizio dello Stato (L'Exercice de l'État) è un film del 2011 scritto e diretto da Pierre Schoeller.
È stato presentato nella sezione Un Certain Regard al 64º Festival di Cannes.

## Trama
A notte inoltrata il ministro dei trasporti francese, Bertrand Saint-Jean, viene svegliato da una telefonata che gli annuncia un grave incidente stradale dove numerosi giovani studenti sono morti in un pullman precipitato in un burrone da una strada, fortemente innevata, delle Ardenne.
Il ministro dovrà correre sul posto a rappresentare di fronte alle telecamere delle reti televisive, accorse sul luogo, la partecipazione del governo al lutto delle famiglie dei morti, ma anche a far vedere al pubblico come il ministro si adoperi ad organizzare efficacemente i soccorsi. Successivamente partecipa a un'intervista radiofonica in cui gli viene chiesto di anticipare le intenzioni del governo circa la privatizzazione delle stazioni ferroviarie, al fine di ridurre il deficit di bilancio. Bertrand dovrebbe essere uno dei principali fautori di questa riforma (visto che ha già proceduto alla privatizzazione dei porti), ma né lui né il suo direttore di gabinetto Gilles, un suo amico fidato, approvano il piano. Esprimendosi contrario alla privatizazione, Bertrand si pone però in opposizione al Ministro del Bilancio.
Bertrand è combattuto tra la sua lealtà al Primo Ministro e le sue convinzioni personali. Continua a sperare che il Presidente intervenga per imporre una riforma edulcorata, anche perché l'opinione pubblica è contraria alla privatizzazione. Questa ipocrisia aggrava il senso di solitudine e la frustrazione nella vita del politico, diviso tra il desiderio di continuare la carriera nei palazzi del potere e quello di tornare alla normalità della vita di uomo comune. La solitudine di Bertrand è sottolineata dal rapporto con il suo nuovo autista, Martin Kuypers, un disoccupato assunto al ministero grazie ad un programma che favorisce il ritorno al lavoro e all'inclusione. Tra i due uomini si intreccia un legame personale che non cancella però la loro differenza di status sociale e le riserve di Martin nei confronti di Bertrand. Quando quest'ultimo insiste affinché Martin prenda una strada ancora in costruzione, per arrivare in tempo ad un appuntamento, l'auto sbanda, provocando la morte di Martin. Il confronto tra sua moglie e Bertrand rivela ulteriormente il divario sociale tra i loro due mondi, annunciando il susseguirsi degli eventi e la progressiva solitudine di Bertrand.
Il Presidente del Consiglio decide che cinque stazioni secondarie serviranno da esperimento per la riforma. Ma la pressione è tale che Bertrand ha un incubo in cui si suicida dopo aver ricevuto l'elenco in cui sono comprese cinque delle più importanti stazioni francesi. Nonostante la netta contrarietà dello staff di Bertrand alla riforma (i più stretti collaboratori avevano minacciato di dimettersi in massa, se Bertrand non si fosse opposto), Gilles assicura a Bertrand che rimarrà al suo fianco fino alla fine nella sua lotta per portare avanti la riforma, rendendola il più accettabile possibile.
Alla fine, il Presidente interviene lui stesso ad arbitrare. Ma contrariamente alle speranze di Bertrand, non ha alcuna intenzione di ammorbidire la riforma. Bertrand ha chiaramente notato che non ha nessuna voce in capitolo nei dettagli della riforma; la sua missione è implementarla alla lettera, difendendola dalle critiche degli oppositori.
Contrariato dalla piega degli eventi, Gilles chiede il suo reintegro nel rango prefettizio da cui proviene. È in attesa della sua nomina quando apprende da un allegro Bertrand che quest'ultimo è appena stato nominato Ministro del Lavoro e della Solidarietà.
La fine del film mostra Bertrand e Gilles all'Eliseo guardare in televisione il saccheggio della sottoprefettura di Compiègne da parte di scioperanti della Continental (fatto reale del 21 aprile 2009). È chiaro che il nuovo incarico ministeriale sarà sgradevole come il precedente. Bertrand chiede a Gilles di restare con lui per "realizzare grandi cose", ma il Presidente chiede a Bertrand "sangue nuovo" presentandogli un elenco di possibili direttori di gabinetto che esclude espressamente Gilles.
L'ultima sequenza mostra Gilles allontanarsi dal Palazzo dell'Eliseo, lasciando Bertrand da solo.

## Curiosità
Per prepararsi al suo ruolo nel film, l'attore Olivier Gourmet ha partecipato per un intero giorno al lavoro del Ministro della Cultura e della Comunicazione Frédéric Mitterrand

## Riconoscimenti
- 3 Premi César 2012: migliore attore non protagonista (Michel Blanc), migliore sceneggiatura originale (Pierre Schöller) e miglior sonoro
- 3 Premi Magritte 2013: migliore coproduzione straniera, miglior attore (Olivier Gourmet) e miglior sonoro